# 八田古秀
八田 古秀（はった こしゅう、宝暦10年（1760年） - 文政5年9月5日（1822年10月19日））は、日本の江戸時代後期の絵師。

## 略伝
姓は藤原、字は子（士）瑩、通称は宮内、号に古秀、虎洲、古（固）琇。諸書では希賢も号とされるが、姓と合わせた「藤賢」という印を用いていることから、こちらが名前だと考えられる。羽林家・園家17代当主園基衡の側室の子として生まれる。家系図を調べると園基衡には6人の子がいる中に、「四、忠氏、従五位下、天明六年三月五日返上位記。」とあり、古秀は基衡の四男忠氏と同一人物で、天明6年（1786年）は古秀27歳に当たり、画家として自立する自信がついたため位を返上したとも考えられる。
円山応挙の門人とされるが、村上東洲の弟子とする説もある（『画乗要略』など）。初期の号だと推定される「虎洲」の「洲」の字は「東洲」に由来すると考えられるので、最初の師は村上東洲だったようだ。1801年（享和元年）以前に法橋になっているが（『平安画家名字録』）、作品の落款では確認できない。1811年（文化9年）に古秀唯一の画本『古秀画譜』を出版している。文政5年（1822年）没、享年63。墓所は不明。弟子は平田玉蘊、福智白瑛の2名しか知られていない。作風はあまり個性を感じさせず、円山派と四条派を折衷し、時折南画風を加味した同時代の京都ではよく見られるものである。

## 主な作品
| 作品名         | 技法     | 形状・員数 | 寸法（縦x横cm）   | 所有者         | 年代 | 落款・印章                              | 備考 |
| -------------- | -------- | ---------- | ----------------- | -------------- | ---- | --------------------------------------- | ---- |
| 商山四皓図屏風 | 紙本淡彩 | 六曲一双   | 154.4×364.2（各） | 個人           |      | 各隻に款記「古秀」/「古秀之印」白文方印 |      |
| 群仙図         | 絹本著色 | 1幅        | 131.6×56.2        | ボストン美術館 |      | 款記「古秀」/「古秀」白文長方印         |      |
| 妖怪図         | 絹本著色 | 1幅        | 101.1×34.1        | ボストン美術館 |      | 款記「平安 古秀」                       |      |